# Convento de Santo António (Alter do Chão)
O Convento de Santo António, no Alentejo, localiza-se na freguesia de Alter do Chão, na vila e no município homónimos, distrito de Portalegre, em Portugal.
Nele funciona atualmente o Hotel Convento de Alter.
A Igreja do Convento de Santo António encontra-se classificada como Imóvel de Interesse Público desde 1983.

## História
Foi fundada em 1617 por Teodósio II, Duque de Bragança, vindo a ser modificada no século seguinte.
O edifício do convento foi projecto de adaptação turística da autoria de Santos Pinheiro Arquitectos Associados Lda. (Nuno Santos Pinheiro, Vasco Maria Santos Pinheiro e Ana Carreiras).

## Características
O interior é de uma só nave com azulejos, e trabalhos em madeira pintada e entalhada. A capela lateral foi mandada erguer em 1784 por João Alves Barreto.
Destacam-se ainda esculturas em pedra e madeira e diversas sepulturas brasonadas dos séculos XVII e XVIII.